# Ceratina atra
Ceratina atra là một loài Hymenoptera trong họ Apidae. Loài này được Friese mô tả khoa học năm 1917.